# 1,2-Diméthyléthylènediamine
La 1,2-diméthyléthylènediamine, ou DMEDA, est un composé organique de formule chimique CH3NHCH2CH2NHCH3. Elle se présente sous la forme d'un cliquide incolore à l'odeur de poisson. La molécule porte deux groupes fonctionnels amine secondaire.
La DMEDA est utilisée comme chélateur pour la préparation de complexes métalliques, dont certains agissent comme catalyseurs homogènes,.
Elle est utilisée comme précurseur des imidazolidines par condensation avec des cétones ou avec des aldéhydes :
RR’CO + CH3NHCH2CH2NHCH3 ⟶ C2H4(CH3N)2CRR’ + H2O.